# Муниципалитет Тель-Авива
Муниципалитет Тель-Авива (ивр. עיריית תל אביב-יפו‎) — орган местного самоуправления, отвечающий за управление израильским городом Тель-Авив. Муниципалитет Тель-Авива занимается такими муниципальными делами, как образование, культура, социальное обеспечение, инфраструктура, городское планирование и санитария. Нынешний глава муниципалитета — Рон Хульдаи.

## История
Меир Дизенгоф был назначен главой городского планирования[уточнить] в 1911 году. Когда Тель-Авив получил статус города, Дизенгоф был избран мэром и оставался на этом посту до своей смерти.
Муниципалитет Тель-Авива изначально располагался на бульваре Ротшильда. Когда потребовалось больше офисных помещений, муниципалитет арендовал гостиницу на улице Бялика, рядом с домом национального поэта Хаима Нахмана Бялика, который был построен семьей Скура в 1924 году. Гостиница была открыта в 1925 году, но закрылась из-за отсутствие туристов. В 1928 году муниципалитет купил здание отеля.
Новое здание муниципалитета было спроектировано в 1950-х годах архитектором Менахемом Коэном в бруталистском стиле. Здание в форме параллелепипеда возвышается над окружающими четырёхэтажными зданиями и имеет монументальный вид. Оно стоит на приподнятом основании, и к нему ведут широкие ступени, не являющиеся настоящим входом. Большая площадь у подножия здания, площадь Царей Израилевых, была спроектирована как центральная площадь для общественных мероприятий и церемоний. После убийства премьер-министра Израиля Ицхака Рабина площадь была переименована в «площадь Рабина».
В 2024 году неподалёку от него было завершено новое 24-этажное здание, куда перешли часть отделений мэрии.
В 1972 году старое здание было преобразовано в музей истории Тель-Авива.